# Cantoura (cráter)
Cantoura es un cráter de impacto de grandes proporciones del planeta Marte situado al este del cráter Montevallo, a 15° norte y 51.8º oeste. El impacto causó un boquete de 51.4 kilómetros de diámetro. El nombre fue aprobado en 1988 por la Unión Astronómica Internacional, haciendo referencia a la ciudad de Cantaura del estado Estado Anzoátegui, Venezuela.